# HBL All-Star Game 2006
Das HBL All-Star Game 2006 fand am 5. Juni 2006 in der Max-Schmeling-Halle in Berlin vor 5.750 Zuschauern statt. Es war die siebte Auflage dieses Events.
Die Nationalmannschaft des DHB gewann gegen eine internationale Auswahl der Handball-Bundesliga mit 37:36 (17:18).

## HBL-Auswahl
| Nr.         | Name                  | Verein                    |          |          |          |          |          |          |
| Torhüter    | Torhüter              | Torhüter                  | Torhüter | Torhüter | Torhüter | Torhüter | Torhüter | Torhüter |
| ----------- | --------------------- | ------------------------- | -------- | -------- | -------- | -------- | -------- | -------- |
| 12          | Jan Holpert           | SG Flensburg-Handewitt    |          |          |          |          |          |          |
| 16          | Christian Ramota      | VfL Gummersbach           |          |          |          |          |          |          |
| Feldspieler |                       |                           |          |          |          |          |          |          |
| 2           | Glenn Solberg         | SG Flensburg-Handewitt    |          |          |          |          |          |          |
| 4           | Daniel Stephan        | TBV Lemgo                 |          |          |          |          |          |          |
| 5           | Dragoș Oprea          | Frisch Auf Göppingen      |          |          |          |          |          |          |
| 6           | Christian Schöne      | Frisch Auf Göppingen      |          |          |          |          |          |          |
| 7           | Andrej Kurtschau      | 1. SV Concordia Delitzsch |          |          |          |          |          |          |
| 8           | Christian Schwarzer   | TBV Lemgo                 |          |          |          |          |          |          |
| 9           | Piotr Przybecki       | HSG Nordhorn              |          |          |          |          |          |          |
| 11          | Volker Zerbe          | TBV Lemgo                 |          |          |          |          |          |          |
| 14          | Bertrand Gille        | HSV Hamburg               |          |          |          |          |          |          |
| 15          | Maik Machulla         | HSG Nordhorn              |          |          |          |          |          |          |
| 19          | Michael Spatz         | VfL Gummersbach           |          |          |          |          |          |          |
| 73          | Stefan Kretzschmar    | SC Magdeburg              |          |          |          |          |          |          |
| 77          | Christian Caillat     | SG Kronau/Östringen       |          |          |          |          |          |          |
| verletzt    | Lars Christiansen     | SG Flensburg-Handewitt    |          |          |          |          |          |          |
| verletzt    | Søren Stryger         | SG Flensburg-Handewitt    |          |          |          |          |          |          |
| verletzt    | Nikola Karabatić      | THW Kiel                  |          |          |          |          |          |          |
| verletzt    | Blaženko Lacković     | SG Flensburg-Handewitt    |          |          |          |          |          |          |
| verletzt    | Yoon Kyung-shin       | VfL Gummersbach           |          |          |          |          |          |          |
| Trainer     |                       |                           |          |          |          |          |          |          |
|             | / Zvonimir Serdarušić | THW Kiel                  |          |          |          |          |          |          |

## DHB-Nationalmannschaft
| Nr.         | Name             | Verein              |          |          |          |          |          |          |
| Torhüter    | Torhüter         | Torhüter            | Torhüter | Torhüter | Torhüter | Torhüter | Torhüter | Torhüter |
| ----------- | ---------------- | ------------------- | -------- | -------- | -------- | -------- | -------- | -------- |
| 12          | Johannes Bitter  | HSV Hamburg         |          |          |          |          |          |          |
| Feldspieler |                  |                     |          |          |          |          |          |          |
| 2           | Pascal Hens      | HSV Hamburg         |          |          |          |          |          |          |
| 3           | Frank von Behren | VfL Gummersbach     |          |          |          |          |          |          |
| 5           | Dominik Klein    | THW Kiel            |          |          |          |          |          |          |
| 6           | Holger Glandorf  | HSG Nordhorn        |          |          |          |          |          |          |
| 7           | Michael Haaß     | HSG Düsseldorf      |          |          |          |          |          |          |
| 8           | Sebastian Preiß  | TBV Lemgo           |          |          |          |          |          |          |
| 9           | Jens Tiedtke     | TV Großwallstadt    |          |          |          |          |          |          |
| 10          | Rolf Hermann     | TuS N-Lübbecke      |          |          |          |          |          |          |
| 11          | Lars Kaufmann    | HSG Wetzlar         |          |          |          |          |          |          |
| 13          | Markus Baur      | TBV Lemgo           |          |          |          |          |          |          |
| 15          | Uwe Gensheimer   | SG Kronau/Östringen |          |          |          |          |          |          |
| 17          | Andrej Klimovets | SG Kronau/Östringen |          |          |          |          |          |          |
| 18          | Michael Kraus    | TBV Lemgo           |          |          |          |          |          |          |
| 19          | Florian Kehrmann | TBV Lemgo           |          |          |          |          |          |          |
| 20          | Stefan Schröder  | HSV Hamburg         |          |          |          |          |          |          |
| Trainer     |                  |                     |          |          |          |          |          |          |
|             | Heiner Brand     |                     |          |          |          |          |          |          |

## Statistik
HBL-Auswahl - DHB 36:37 (18:17)
HBL: Schwarzer (6), Przybecki (6), Oprea (4/2), Stephan (3), Schöne (3), Kurchev (3), Zerbe (3/1), Gille (2/1), Spatz (2/1), Solberg (1), Machulla (1), Kretzschmar (1), Caillat (1)
DHB: Kaufmann (5), Preiß (4), Hens (3), Glandorf (3), Hermann (3), Baur (3), Gensheimer (3/1), Kehrmann (3), Schröder (3), Tiedtke (2), Kraus (2), von Behren (1), Klein (1), Haaß (1),
Schiedsrichter: Frank Lemme/Bernd Ullrich (Magdeburg)
Zuschauer: 5.750

## Auszeichnungen
| Spieler der Saison                        | Trainer                                 | Rookie                              | Lebenswerk/Karriereleistung Handball | Schiedsrichter                        |
| ----------------------------------------- | --------------------------------------- | ----------------------------------- | ------------------------------------ | ------------------------------------- |
| Guðjón Valur Sigurðsson (VfL Gummersbach) | / Zvonimir „Noka“ Serdarušić (THW Kiel) | Uwe Gensheimer (Rhein-Neckar Löwen) | Volker Zerbe (TBV Lemgo)             | Frank Lemme/Bernd Ullrich (Magdeburg) |